# Nemophora hunanensis
Nemophora hunanensis (лат.) — вид длинноусых молей рода Nemophora (Adelidae). Китай: Хунань, Wuyunjie Village, Wuyunjie National Nature Reserve.

## Описание
Переднее крыло около 7,4 мм; размах крыльев около 16,0 мм. От близких видов (N. purpurata) отличается следующими признаками: поперечная центральная фасция переднего крыла примерно одинаковой ширины и слегка сужена у заднего края; вальва мужских гениталий отчётливо широкая, с усечённой вершиной и почти прямыми боковыми основаниями; срединный отросток имеет отчётливое широкое основание, длина которого примерно равна длине срединного отростка; передняя часть suspensorium далеко заходит за задний край винкулюма. Губной щупик 3-сегментный, короткий или средней длины, с густыми приподнятыми волосками. Максиллярный щупик рудиментарный. Голени передних ног имеют апикальные эпифизы; задние голени покрыты густыми волосками.
Переднее крыло ланцетовидное, относительно широкое, длина около 2,7 × ширины; цвет основания тёмно-коричневый до чёрного, с чёрно-фиолетовым металлическим блеском; базальная 1/3 с оранжевой поперечной фасцией, окаймлённой с обеих сторон чёрными полосами, немного шире посередине и наиболее узкая у заднего края; внешняя область недалеко от центральной фасции с незаметной чёрной поперечной полосой; диск вершинной области с ярким фиолетовым металлическим блеском, рассеян многочисленными чёрными чешуйками; реснички тёмно-коричневые до чёрного с фиолетовым металлическим блеском. Задние крылья и реснички тёмно-коричневые до чёрных, костальная область слегка светлая. Брюшко тёмно-коричневое до чёрного.